# Zasłonak śluzowopochwowy
Zasłonak śluzowopochwowy (Cortinarius metrodii Rob. Henry) – gatunek grzybów należący do rodziny zasłonakowatych (Cortinariaceae).

## Systematyka i nazewnictwo
Pozycja w klasyfikacji według Index Fungorum: Cortinarius, Cortinariaceae, Agaricales, Agaricomycetidae, Agaricomycetes, Agaricomycotina, Basidiomycota, Fungi.
Po raz pierwszy opisał go w 1985 r. Robert Henry pod jodłami we Francji. Bazował na opisie Cortinarius illibatus E.M. Fries sensu Metrod, 1946. Synonimy:
- Cortinarius metrodii Rob. Henry 1951
- Myxacium metrodii Rob. Henry ex M.M. Moser 1953
- Myxacium metrodii Rob. Henry ex M.M. Moser 1955

Polską nazwę zarekomendował Władysław Wojewoda w 2003 r.

## Występowanie i siedlisko
Podano nieliczne stanowiska w Europie i Azji. W Polsce jedyne stanowisko podała Barbara Gumińska w 1999 r. w Pienińskim Parku Narodowym.
Naziemny grzyb mykoryzowy występujący pod jodłami i świerkami.